# 策反棋

策反棋棋盤

策反棋，是廣東潮汕的兩人傳統棋類。

## 棋具
- 棋盤為五橫五豎的橫縱線交叉，另有東南-西北向、西南-東北向的斜線各三條。全部共二十五個棋點。

- 每方十枚棋子，兩面顏色不同如黑白棋。

## 規則
- 每方十枚棋子初始佈置於己方底、次橫行。
- 每方輪流移動一枚己棋，沿縱橫斜線一步。
  - 行棋時主動排成一縱橫斜線一端皆為己棋，另一端皆為敵棋時，就把該線敵子翻成自己棋子。
- 消滅所有敵棋獲勝[2]。